# 米斯拉塔
米斯拉塔，是西班牙巴伦西亚自治区巴伦西亚省的一个市镇。总面积2平方公里，总人口40548人（2001年），人口密度20274人/平方公里。